# 有本松太郎
有本 松太郎（ありもと まつたろう、文久3年1月7日（1863年2月24日） - 昭和16年（1941年）5月13日）は、日本の実業家、政治家。皆生温泉土地社長。米子電気軌道代表取締役。元鳥取県議会議員。元米子市議会議員。地主。皆生温泉の基盤を築いた。

## 経歴

### 土木請負業者として
但馬国二方郡（現新温泉町田君）に生まれた。有本清太郎の弟。
明治14年（1881年）つるはし1本担いで鳥取に出て土木工事に従事して以来、各地を転々とするうち、明治37年（1904年）日露戦争中の満州に渡り、鉄道工事を請け負い多くの財を得た。明治26年（1893年）分家して一家を創立する。
明治末頃には、山陰線鉄道工事の関係で米子に住むようになった。
大正7年（1918年）鳥取県会議員に当選し、土木請負業を菊地甚五郎に譲った。

### 皆生温泉の開発
松太郎は、大正9年（1920年）海中調査を開始し、大正10年（1921年）5月正式に「皆生温泉土地株式会社」を発足させた。同年六月には温泉掘削許可を受けて掘削に取り掛かり、一ヵ月後温泉源（皆生温泉第一源泉）を掘り当てた。
その後、旅館大山館の建設、大正11年（1922年）には乗合自動車会社（8ヶ月で営業権を山陰タクシーに譲渡した）をはじめた。また、大正12年（1923年）には米子皆生間の米子電気軌道株式会社を設立。
旅館をはじめ郵便局、交番などを建て、運動場、競馬場も開いた。
松太郎が大正10年に会社を設立してから、7年間で今日の皆生温泉の基盤が築かれた。昭和9年（1934年）71歳になった松太郎は会社経営から退き、昭和16年（1941年）78歳で亡くなった。

## 家族

### 有本家
（兵庫県美方郡浜坂町（現新温泉町）、鳥取県米子市東町、米子市皆生）
- 妻・きよ[6]（鳥取、入江徹吉妹[6]）

明治3年（1870年）11月生 - 没

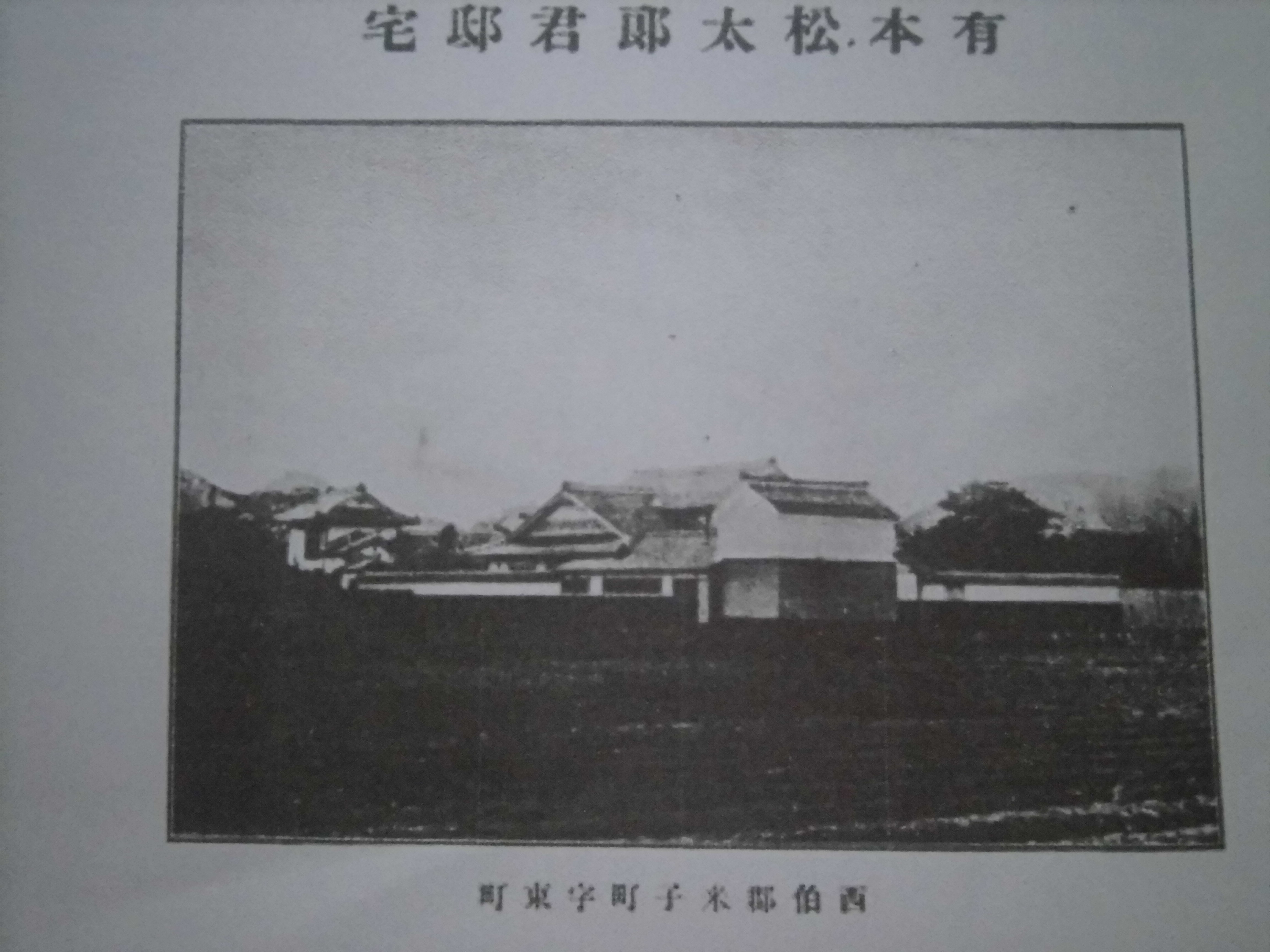
有本松太郎君邸宅

- 養嗣子・武夫（中国電力米子営業所工務課長[7]、皆生温泉自治新興会長[7]）

大正元年（1912年）12月生 - 没
米子工業卒。中国電力（株）に入社後各職域を経て昭和26年（1951年）境出張所長、昭和31年（1956年）米子営業所工務課長。趣味は囲碁。住所は米子市皆生。
- 同妻
- 同子供

### 略系図
|  |  |  |  |  |  |  |  |  |  |  |  |  |  |  |  |  |  | 有本松太郎 |  |  |  |  |  |  |  |  |  |  |  |  |  |  |  |  |  |  |  |
|  |  |  |  |  |  |  |  |  |  |  |  |  |  |  |  |  |  |            |  |  |  |  |  |  |  |  |  |  |  |  |  |  |  |  |  |  |  |
|  |  |  |  |  |  |  |  |  |  |  |  |  |  |  |  |  |  | 有本武夫   |  |  |  |  |  |  |  |  |  |  |  |  |  |  |  |  |  |  |  |

## 史料

### 大正5年（1916年）の地主層
当時、商工業の有力者は同時に地主でもあった。この年度における米子町の地価1000円以上の地主名を挙げると次の通りである。2000円〜3000円の部に有本松太郎の名前がみえる。
- 1000円〜2000円の部[3]

八幡貞蔵、森尾甚太郎、大塚誠太郎、三好豊吉、渡辺幸四郎、隠岐村初太郎、野坂吉五郎、末好和三、小倉延衛、住田半三郎、今井兼文、富長為太、勝田伝六、久山義英、植田兼蔵
- 2000円〜3000円の部[3]

神庭政七、亀尾定右衛門、亀尾伝三郎、藤谷喜三郎、天野芳太郎、井田虎次郎、有本松太郎、渡辺慶太郎、船越正蔵
- 3000円〜4000円の部[3]

黒田繁夫、天満徳太郎、田中庄次郎、篠原義一、村上常三、長田吉太郎、小西芳太郎、中村藤吉、門脇孝一、津田宗一郎、広戸藤次郎
- 4000円〜5000円の部[3]

砂田竹太郎、坂江まつの
- 5000円〜7000円の部[3]

小坂市太郎、森久太郎、野波令蔵、松浦常太郎
- 7000円〜10000円の部[3]

大谷房太郎、平野万寿子、石賀善五郎
- 10000円〜15000円の部[3]

田村源太郎、近藤なお、益尾徳次郎、杵村喜市、船越作一郎、稲田秀太郎
- 15000円〜20000円の部[3]

木村吉兵衛
- 20000円〜25000円の部[3]

三好栄次郎、後藤快五郎
- 30000円〜35000円の部[3]

野坂茂三郎
- 35000円〜45000円の部[3]

益尾吉太郎
- 70000円〜100000円の部[3]

名島嘉吉郎
- 100000円以上の部[3]

坂口平兵衛

## 関連
- 皆生温泉
- 皆生温泉土地
- 米子電車軌道